# Okapi Wildlife Reserve
Okapi Wildlife Reserve  eller Okapi vildtreservat er et verdensarvsområde i Ituriskogen i den  nordøstlige del af  Demokratiske Republik Congo. Reservatet omfatter 14.000 km², hvilket er omkring 20% af skovens areal. Reservatet er hjemsted for 1/3 af verdens bestand af okapier.
Reservatet ligger i dalen til Congofloden, og ligger mellem 500 og 1.000 moh. Det meste af vegetationen i reservatet er uberørt tropisk regnskov. Ud over at være hjemsted for mellem 3.900–6.350 af verdens i alt 10.000–20.000 okapier, har parken også bestande af andre truede arter: afrikansk skovelefant, 13 forskellige arter af menneskeaber, foruden vandgenet (Osbornictis piscivora – en underart i desmerdyr-familien) og vanddværghjort (Hyemoschus aquaticus) som begge er endemiske for dette område. Endemiske fuglearter er de to væverfuglearter Ploceus flavipes og Ploceus aureonucha.
De seminomadiske jæger- og samlerkulturer Ebe og Mbuti lever i Ituriskoven. Siden 1990 har forskellige bantugrupper, der driver landbrug,  bosat sig i området, og udgør med deres svedjebrug en fare for naturværdierne. Afskovning som følge af dette har sammen med minedrift, jagt og generel politisk ustabilitet ført til at parken i 1997 blev opført på listen over truede verdensarvssteder.